# Włodzimierz Szymański
Włodzimierz Szymański (* 1936 in Bydgoszcz; † 20. September 2015) war ein polnischer Jazzmusiker, Komponist, Multiinstrumentalist (Saxophon, Klarinette, Tasteninstrumente) und Vokalist.

## Leben und Wirken
Szymański wurde 1936 in Bydgoszcz geboren. Er studierte Musik in Zespół Szkół Muzycznych im. Karola Szymanowskiego (Karol-Szymanowski-Musikschule) in Toruń und in der Musikakademie Danzig (damals Musikhochschule Sopot). Bereits als 17-Jähriger nahm er an Aufnahmen von Grzegorz Kardaś und Tadeusz Kurczewski teil und trat als Begleitmusiker mit der Vokalband von Edmund Lubiatowski auf. Auch tourte er in der Region mit der Schlagerband Służba Polsce.
Von 1956 bis 1958 war er Mitglied des Orkiestra Reprezentacyjna Wojska Polskiego (Orchester der Polnischen Armee) in Warschau sowie der aus ihm hervorgegangenen Jazzband, die 1958 den ersten Platz beim Przegląd Zespołów Rozrywkowo-Jazzowych (Festival für Popular- und Jazzmusik) belegte. Nach der Rückkehr nach Bydgoszcz gründete er in dem kurz zuvor entstandenen Club „Zodiak“ die Zodiak Jazz Band. Gegen Ende der 1950er Jahre trat er im Sopoter Grand Hotel auf. In dieser Zeit arbeitete er u. a. mit Zbigniew Cybulski, Bogumił Kobiela und Zdzisław Maklakiewicz zusammen.
Anfang der 1960er Jahre trat Szymański dem Orkiestra Radia i Telewizji (Rundfunkorchester) von Julian Skowroński bei, in dem bekannte Vokalisten wie bspw. Violetta Villas, Rena Polska, Hanna Rek, Danuta Rinn und Jan Danek sangen. In dieser Zeit begann er im Ausland aufzutreten, u. a. in Jugoslawien, Ungarn, Rumänien und Skandinavien. Mit seiner Frau Aleksandra trat er als Saxophon-Vokal-Duett auf. Bei einem Konzert trat er gemeinsam mit Louis Armstrong auf, bei einem anderen begleitete er Ursula Andress.
Auch in Polen war Szymański recht aktiv und beteiligte sich an verschiedenen Projekten und Tourneen. Er begleitete bekannte Kabarettisten bei ihren Auftritten. In den 1980er Jahren tourte er erneut in Westeuropa, diesmal mit der Band von Maciej Dyakowski. Er trat auf dem Old Jazz Festival in Breda in den Niederlanden auf. Später lebte er längere Zeit in Deutschland, wo er u. a. das Mercedes-Orchester in Stuttgart leitete.
Gegen Ende der 1990er Jahre kehrte Szymański nach Bydgoszcz zurück. Er starb am 20. September 2015.